# Opérations SAS en Bretagne
Opération Overlord (Seconde Guerre mondiale)
Batailles
2e campagne de France
- Corse
- Limousin
- Ain et Haut-Jura
- Les Glières
- Ascq
- Division Brehmer
- Mont Mouchet
- Opérations SAS en Bretagne
- Bataille de Normandie
- Guéret
- Brigade Jesser
- Cornil
- 1er Tulle
- 2e Tulle
- Argenton-sur-Creuse
- Oradour-sur-Glane
- 1er Ussel
- Saint-Marcel
- Saffré
- Mont Gargan
- Vercors
- Penguerec
- Lioran
- Égletons
- 2e Ussel
- Débarquement de Provence
- Port-Cros
- La Ciotat
- Toulon
- Martigues
- Marseille
- Nice
- Rennes
- Saint-Malo
- Brest
- Paris
- Mont-de-Marsan
- Montélimar
- Maillé
- Écueillé
- La Saulx
- Meximieux
- Nancy
- Colonne Elster
- Dunkerque
- Arracourt
- Saint-Nazaire
- Lorient
- Metz
- Royan et de la pointe de Grave
- Campagne de Lorraine
- Colmar

Front d'Europe de l'Ouest
Front d'Europe de l'Est
Campagnes d'Afrique, du Moyen-Orient et de Méditerranée
Bataille de l'Atlantique
Guerre du Pacifique
Guerre sino-japonaise
Les opérations SAS en Bretagne furent des opérations menées par des SAS français en Bretagne à partir de la nuit du 5 au 6 juin 1944, en soutien au débarquement de Normandie pendant la Seconde Guerre mondiale. Le but de ces commandos était d'empêcher les troupes allemandes présentes en Bretagne de rejoindre le nouveau front ouvert en Normandie. Ce furent les premières troupes alliées engagées sur le territoire français dans le cadre de l'opération Overlord. Ces opérations se terminèrent lorsque l'avance alliée permit de libérer la majeure partie du territoire breton, en août 1944, à l'exception des ports de Brest, de Lorient et de Saint-Nazaire.

## Description des opérations

### Contexte
En janvier 1942 en Égypte, le major britannique Stirling, fondateur et chef des SAS, intègre à son unité, le L detachment of the SAS Brigade, les parachutistes de la France libre de la 1re Compagnie d'Infanterie de l'Air du capitaine Bergé. Ces hommes sont alors chargés d'effectuer des missions de sabotage et de harceler les forces de l'Axe en Crète, en Libye et en Tunisie. De retour en Grande-Bretagne en avril 1943, deux bataillons voient finalement le jour en novembre : le 3e Bataillon d'Infanterie de l'Air (BIA) sous le commandement du capitaine Pierre Chateau-Jobert, surnommé Conan, et le 4e BIA dirigé par le commandant Pierre-Louis Bourgoin surnommé le manchot . Finalement, ces deux unités de parachutistes français sont intégrées à la brigade SAS placée sous le commandement du général Roddy McLeod (remplaçant de Stirling, prisonnier) sous les dénominations de 3rd SAS et 4th SAS.

### Buts et moyens
Lorsque la Normandie est choisie comme lieu de débarquement, il est vital pour la réussite de l'opération que les Allemands ne renforcent pas rapidement le front. L'opération Fortitude a pour but de faire croire aux Allemands que le débarquement en Normandie n'est qu'une diversion et qu'un second débarquement est prévu dans le Pas de Calais, afin que les troupes allemandes stationnées dans le Nord de la France et en Haute-Normandie y restent. Pour prévenir le risque que les troupes allemandes cantonnées en Bretagne (dont des supplétifs ukrainiens, géorgiens et russes) ne rejoignent rapidement le front normand, les Alliés décident que la nuit précédant le débarquement, 450 SAS français seront largués en Bretagne afin d'y mener des opérations de sabotage.
Les SAS devront, par des opérations de sabotage des voies et des moyens de communication, bloquer les 85 000 soldats allemands et troupes supplétives, soit huit divisions en Bretagne pendant toute la bataille de Normandie.
Pour cela, à J-1, quatre sticks SAS,  aux ordres des capitaines Pierre Marienne, Henri Deplante, Botella et Deschamps, embarquent dans deux quadrimoteurs Short Stirling de la RAF.
Les deux premières équipes sont donc parachutées dans le Morbihan le 6 juin à 0 h 30, heure anglaise, (22 h 30, soir du 5 juin en Bretagne), près de Plumelec dans le Morbihan ; les deux autres sont droppés en forêt de Duault dans les Côtes-d'Armor. Leur mission est d'établir deux bases pour mener des opérations de sabotage dont les noms de code sont respectivement Dingson et Samwest.

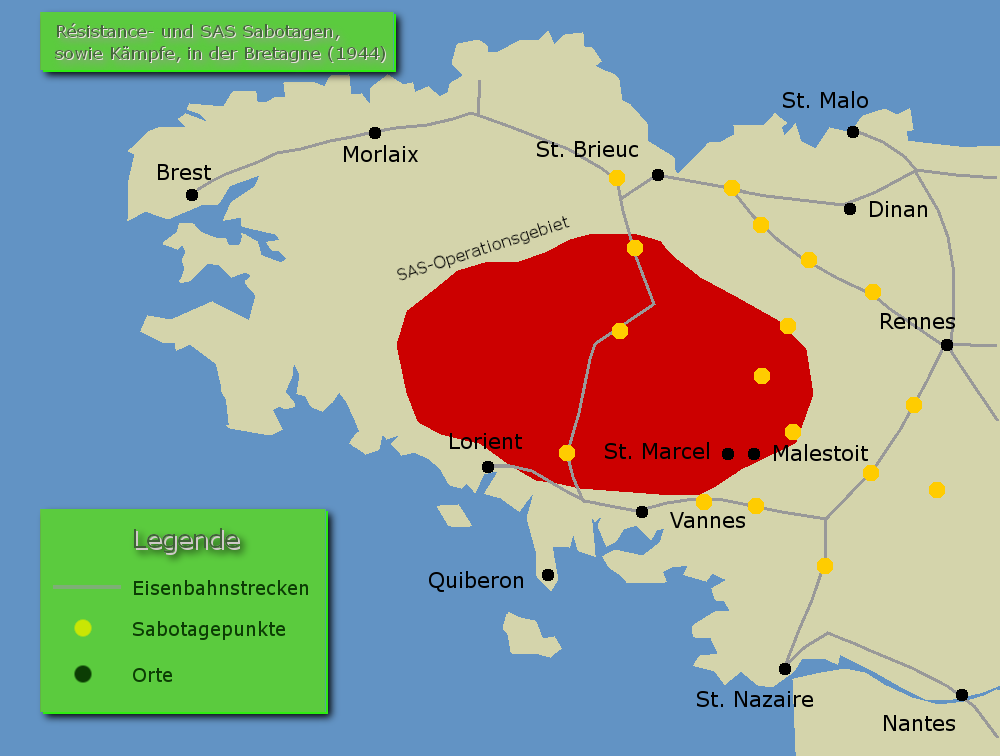
Zone d'opérations du SAS en Bretagne

#### BaseSamwest
Sous le commandement des capitaines Deschamps et André Botella, dix-huit hommes du 4th SAS français furent parachutés près de la forêt de Duault dans les Côtes-du-Nord, à une trentaine de kilomètres de Guingamp. La première phase de la mission consistait à établir une base  dans la péninsule bretonne, près de Callac (22), Jusqu'au 11 juin, 114 SAS français furent parachutés sur Samwest.
En se rendant compte du potentiel de la Résistance locale, qui a protégé les SAS, il fut décidé, par Winston Churchill, de leur fournir les armes et munitions qui leur faisaient cruellement défaut (Major Smith).
Le 12 juin, l'armée allemande passe à l'assaut du rassemblement. Les SAS évacuent Samwest en direction du Morbihan.

#### BaseDingson
Un premier groupe de dix-huit hommes (sticks des capitaines Marienne et Deplante) avait été parachuté entre Plumelec et Guehenno, dans le Morbihan, non loin de Vannes. Leur but était d'établir la base Dingson où seront parachutés ensuite d'autres SAS. Une heure plus tard, le caporal Émile Bouétard, un Breton, la première victime du début de l'opération Overlord, est blessé près de Plumelec, puis achevé. Marienne a également perdu dans l'opération ses trois radios, faits prisonniers. Guidés par la Résistance locale, quatorze des dix-huit parachutistes purent rejoindre le maquis de Saint-Marcel en cours de mobilisation, distant de quinze km. Jusqu'au 18 juin, 160 soldats français du 4th SAS (dont son commandant, Bourgoin, auquel les Anglais offrirent un parachute tricolore) furent parachutés sur la base Dingson installée dans ce maquis,.
Un grand stock de matériel fut aussi parachuté presque chaque nuit sur la zone de largage (D.Z. ou dropping zone) « Baleine » (située comme le P.C. à la ferme de la Nouette, dans la commune de Sérent), y compris, peu avant l'attaque allemande, quatre Jeep et des mitrailleuses. Les mitrailleuses furent endommagées en arrivant au sol : la puissance de feu de l'escadron motorisé s'en trouva amoindrie. Une partie des survivants de Samwest avait alors rejoint la base Dingson ainsi que quelques cooneys parties venus se réarmer. L'occupant allemand attaqua le maquis le 18 juin. Les pertes, côté français furent d'une trentaine de victimes, les Allemands achevant les blessés Résistants et parachutistes. Après la bataille, les troupes allemandes, aidées de collaborateurs français, profitant d'un uniforme SAS récupéré, traquèrent  SAS et maquisards.

#### OpérationCooney Parties
Cinquante-huit parachutistes répartis dans dix-huit sticks de trois à cinq hommes furent parachutés dans la nuit du 7 au 8 juin dans le cadre de l'opération Cooney Parties. Largués essentiellement dans le Morbihan et dans les Côtes-d'Armor sans comité d'accueil, ils étaient chargés du sabotage du réseau ferré breton, ainsi que du réseau électrique et de celui de communication, en parallèle des opérations Samwest et Dingson. Ces dix-huit sticks, leurs missions remplies, devaient rejoindre, quelques jours plus tard, les bases Dingson ou Samwest, pour se réarmer, former les maquisards ou participer à d'autres missions de sabotage.

#### OpérationGrock
Avec la fin de Samwest puis Dingson cette opération débuta le 13 juin. Le capitaine Deplante quitte le secteur de Saint-Marcel, chargé de mettre en place l' opération Grock dans les environs de Guern près de Pontivy. Cette organisation, sans base fixe, par parachutages, doit assurer l'armement des bataillons FFI et FTP avec incorporation de SAS pour la formation aux  armes reçues.

#### OpérationLost
L’opération Lost fut le parachutage de sept SAS dans la nuit du 22 au 23 juin au-dessus de la Bretagne, à la suite de la dispersion de la base Dingson (Saint-Marcel). Le major britannique Carry Elwes fut chargé de reprendre contact avec le commandant Bourgoin, afin d'informer le commandement allié, sans nouvelles depuis la bataille de Saint-Marcel. Cette mission impliquait également le retour en Grande-Bretagne d'un officier français chargé de rendre compte.
L'équipe radio, dirigée par le sergent Marty, fut chargée de rejoindre le capitaine Marienne, afin de remplacer son équipe disparue. Le lieutenant Fleuriot et son stick furent chargés de veiller à la sécurité du groupe.

#### OpérationDerry
Cette opération, complètement indépendante des précédentes, fut conduite par la 2e compagnie du 3rd bataillon SAS du commandant Chateau-Jobert, du 5 au 18 août 1944. Elle avait pour but de préparer la libération du Finistère, en prévision de l'avance alliée. Ce squadron, aux ordres du capitaine Sicaud, et réparti en 5 sticks, fut parachuté dans la nuit du 4 au 5 août. Sur les 82 hommes engagés, quatre furent tués et trois furent blessés.

### Réactions des Allemands

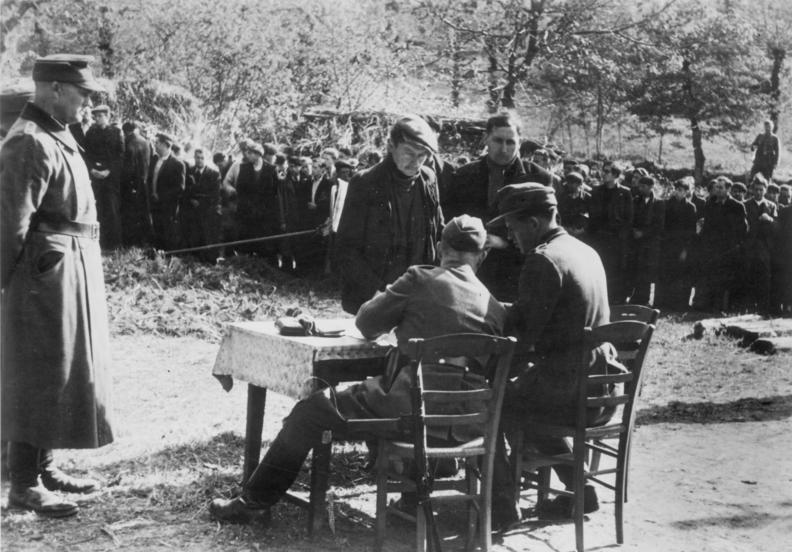
Militaires allemands effectuant des interrogatoires de civils sur la place du marché, en Bretagne, au Faouet dans le Morbihan.

Outre les anéantissements des bases Samwest et Dingson, les Allemands traquèrent les résistants et les parachutistes. Le 12 juillet notamment, aidés par un groupe de collaborateurs affiliés à la Gestapo dont Maurice Zeller, les Allemands surprennent le PC de Pierre Marienne à Kerihuel, un hameau de Plumelec. Le capitaine Marienne et dix-sept de ses hommes (six parachutistes, huit résistants et trois fermiers locaux) furent exécutés à l'aube, de façon sommaire. Ils accumulèrent les représailles contre les prisonniers, et contre la population locale, accusée de soutenir les SAS et la Résistance.

### Fin des opérations

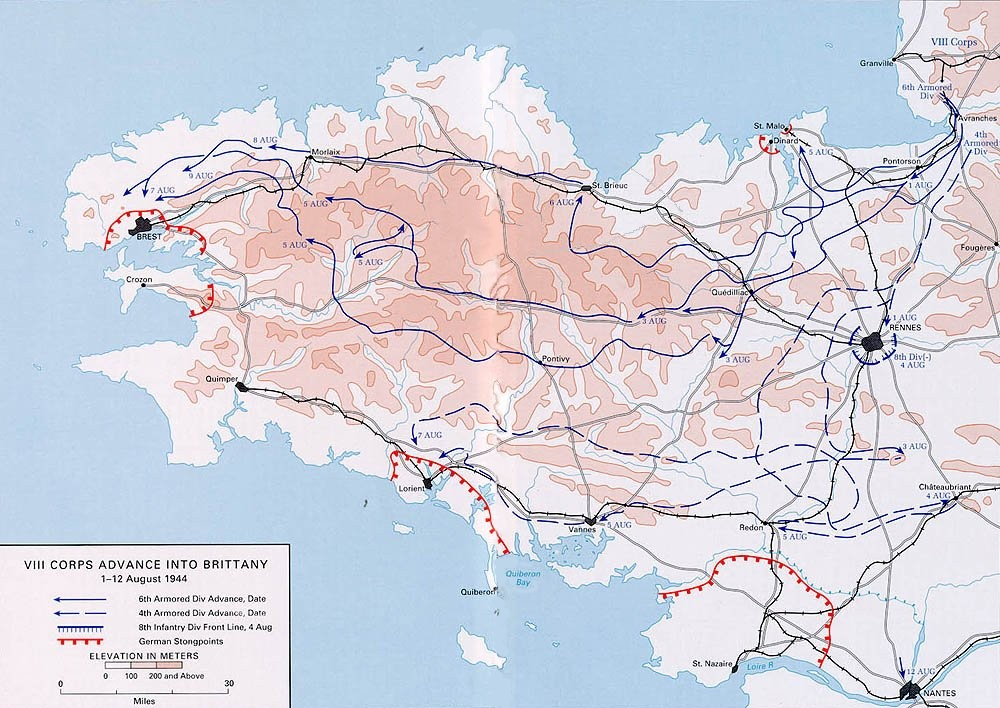
Plan de la progression alliée en Bretagne - 1er au 12 août 1944

En août 1944, les Américains, avec la percée d'Avranches, pénétrent en Bretagne. L'insurrection générale fut déclenchée par la Résistance et la Bretagne,  rapidement libérée, à l'exception des ports forteresses (ou : poches) : de Brest, de Lorient et de Saint-Nazaire. Sur les 450 SAS engagés du 4e bataillon SAS, 77 ont été tués et 197 blessés. Les FFI et FTP qui y avaient pris part, soutenus par les SAS, avaient aussi subi de sérieuses pertes : 116 morts dont 30 dans le maquis de Saint-Marcel. Une partie de ces forces forma, dès 1944, le 41e RI dont le drapeau porte l’inscription « Saint Marcel 1944 ». Les SAS, du 3rd comme du 4th, rejoignirent Vannes, où ils se regroupèrent. Ceux du 3rd retournèrent en Angleterre par la Normandie, en prévision d'un autre parachutage en France. Le 4th SAS (ou 4e bataillon de l'infanterie de l'air (BIA)) devenu le 2e régiment de chasseurs parachutistes en avril 1944, fut envoyé sur un autre théâtre d'opérations, la Loire : ce fut l'opération Spencer qui débuta  fin août après la réception le 5 août à Locoal-Mendon, de dix planeurs Waco contenant chacun une jeep et trois SAS, ce qui augmentait considérablement la mobilité et la puissance de feu des parachutistes,,. Le 3rd SAS (3e BIA) changera également de nom, et deviendra le 3e régiment de chasseurs parachutistes.

## Inspirations
Différents films ou téléfilms se sont inspirés de ces opérations pour leur scénario :
- Le Jour le plus long (The Longest Day, 1962) : une scène du film montre des SAS français en action, intervenant avant les parachutages américains sur le Cotentin. 3 parachutistes SAS atterrissent près d'une résistante qui agite une lampe. L'un d'eux qui porte une croix de Lorraine sur sa manche, lui demande s'ils sont en retard (en français dans la version anglaise du film). La résistante les guide ensuite vers un résistant qui les attend sur une ligne de chemin de fer. Les SAS tuent 2 soldats allemands de garde et sabotent la voie. L'explosion fait dérailler un train.

- Le Bataillon du ciel (1947), film d'Alexander Esway, avec Pierre Blanchar et Raymond Bussières, (2 parties : « Ce ne sont pas des anges » - « Terre de France »).
- Le Bataillon du ciel (1947), ouvrage historique et épique de Joseph Kessel.

- Un jour avant l'aube (1994), téléfilm de Jacques Ertaud, avec Xavier Deluc et Jean-Pierre Bouvier, retraçant les opérations Samwest et Dingson, ainsi que la bataille de Saint-Marcel et la mort du capitaine Pierre Marienne.

- Le 16 à Kerbriant (1971), feuilleton de Michel Wyn, avec Louis Velle en officier allemand, Tsilla Chelton en résistante et Jean-Pierre Castaldi en sergent parachutiste SAS. Ce feuilleton en noir et blanc rend bien l'atmosphère de l'été 1944 en Bretagne. Le débarquement aérien des parachutistes français à partir du 6 juin et la bataille de Saint Marcel annoncent la libération tant espérée.

#### Témoignages
- Henry Corta, Les Bérets Rouges, Amicale des Anciens Parachutistes S.A.S., 1952, 329 p.
- Jean Paulin, La rage au cœur, Marabout junior, 1958, 158 p.
- Henri Deplante, La liberté tombée du ciel, Paris, Editions Ramsay, 1977, 250 p. (ISBN 2-85956-015-7)
- Roger Flamand, Paras de la France libre, Paris, Presse de la cité, 1976, 316 p. (ISBN 2-258-00036-X)
- Jack Quillet, Du maquis aux parachutistes S.A.S., Saint-Cloud, Atlante Editions, 2008, 203 p. (ISBN 978-2-912671-26-4 et 2-912671-26-4)
- Lucien Neuwirth, Mais, après tout… : Ma guerre à 16 ans, Actes Sud, 1994, 235 p.  (ISBN 2-7427-0220-2)
- Edgard Tupët-Thomé, Special Air Service : L'épopée d'un parachutiste en zone occupée 1940-1945, Grasset, 1980
- Marie Chamming's, J'ai choisi la tempête, Éditions France-Empire, 1998, 324 p. (ISBN 978-2-7048-0819-9)
- Achille Muller (préf. René Roques), Nos vertes années : La campagne 1942-1945 d'un jeune Forbachois aux parachutistes français du Special Air Service, Presse de l'Imprimerie Sarregueminoise, 2012, 116 p. (présentation en ligne).

#### Livres historiques
- David Portier, Les parachutistes SAS de la France libre 1940-1945, Nimrod, 2010 (lire en ligne)
- Roger Leroux, Le Morbihan en guerre 1939-1945, Imprimerie de la manutention Mayenne, 1990, 671 p. (ISBN 2-85554-042-9)
- Paul Bonnecarrère, Qui ose vaincra, Fayard, 1971, 475 p., (livre de poche, 1975, 572 p.  (ISBN 2-253-01011-1)).
- Pierre Montagnon, Histoire des commandos : 1944-1945, vol. 2, Paris, éditions Pygmalion, 2002, 332 p. (ISBN 2-85704-737-1)
- Jean-Charles Stasi, Les paras français du jour J, Heimdal, 2017, 80 p..
- Olivier Porteau, « Esquisse d’un bilan réévalué de l’action des parachutistes français en Bretagne : mission militaire et/ou politique ? », En Envor, revue d'histoire contemporaine en Bretagne, été 2013
- Olivier Porteau, L’Action combinée du 2e régiment de chasseurs parachutistes et de la Résistance bretonne dans le dispositif stratégique de l’opération Overlord, in Patrick Harismendy et Erwan Le Gall (dir.), Pour une histoire de la France Libre, Presses Universitaires de Rennes, 2012, p. 107-123  (ISBN 978-2-7535-1734-9)

- Anthony Cave Brown (trad. de l'anglais), La guerre secrète, Le rempart des mensonges, Le Jour "J" et la fin du IIIe Reich, Paris, éditions Pygmalion/Gérard Watelet, avril 1984, 469 p. (ISBN 2-85704-098-9)Chapitre IV. - L'insurrection française. l'intervention victorieuse des maquis contre la division das Reich, pp. 289 à 303.

- Pierre Le Don, Opération Derry : paras FFL dans le Finistère, Militaria, n° 416, mai 2020, pp. 58-61. (ISSN 0753-1877)